# Amata menia
Amata menia là một loài bướm đêm thuộc phân họ Arctiinae, họ Erebidae.